# Monoporella nodulifera
Monoporella nodulifera är en mossdjursart som först beskrevs av Walter Douglas Hincks 1881.  Monoporella nodulifera ingår i släktet Monoporella och familjen Monoporellidae. Inga underarter finns listade i Catalogue of Life.